# Nazionale maschile di rugby a 13 dell'Ucraina
La nazionale di rugby a 13 dell'Ucraina è la selezione che rappresenta l'Ucraina a livello internazionale nel rugby a 13. 
Il rugby league è stato introdotto in Ucraina nel 2007, quando una selezione di studenti di Charkiv ha ospitato un'analoga selezione russa. L'anno seguente la nazionale ucraina ha debuttato contro una rappresentativa di studenti britannici.
Nel 2010 l'Ucraina ha partecipato per la prima volta allo European Shield.